# Regina (aardewerkfabriek)

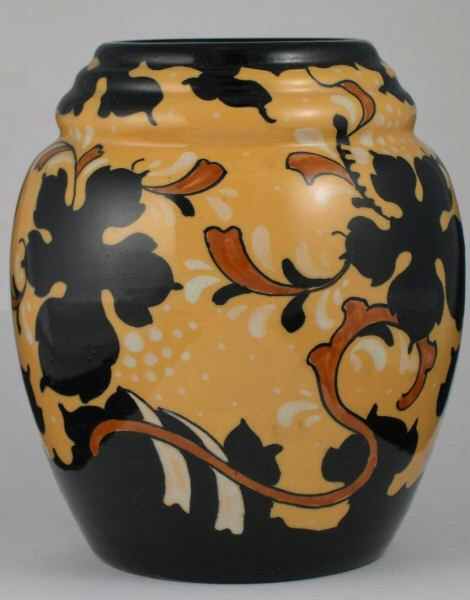
Reginaplateel met Roburmotief

Regina was een kunstaardewerkfabriek in de Nederlandse stad Gouda, opgericht in 1898.

## Geschiedenis
De fabriek werd opgericht in het kroningsjaar 1898 van koningin Wilhelmina, vandaar de naam Regina. Het bedrijf vervaardigde aanvankelijk, zoals bijna alle Goudse plateelfabrieken, aardewerken tabakspijpen. De fabriek werd opgericht door Gerrit Frederik van der Want, een telg uit het Goudse aardewerkgeslacht Van der Want, en Georges Antoine Alexis Barras, een Belgische geldschieter en kunstverzamelaar. Hun initialen WB staan dan ook op bijna alle producten. Regina kon met de productie van kunstaardewerk in 1917 beginnen, omdat het bedrijf een aantal (plateel)mallen kon kopen van de gefailleerde Haagse plateelfabriek Rozenburg, die in de periode van 1883 tot 1917 kwalitatief hoogstaand plateel maakte.
De grootste concurrent van Regina op het gebied van decoratief en gekleurd plateel was de Plateelbakkerij Zuid-Holland (PZH). In het begin produceerde Regina nog het glimmende plateel, maar al snel werd duidelijk dat het grote publiek het nieuwe matte gefineerde plateel prefereerde. PZH was op dit terrein vooralsnog een niet te evenaren concurrent. In haar hoogtijdagen produceerde Regina voor grote buitenlandse detaillisten, onder andere in Engeland (Liberty's of London) en in Canada (Ryrie Birks). De verslechterende bedrijfsresultaten, de neergaande conjuncturele economische trend en de slechte gezondheid van Otto van der Want (zoon van de oprichter), deden hem besluiten om de aardewerkfabriek in 1979 te sluiten. De naam werd aan Artihove verkocht die tot 1993 Regina-plateel produceerde.
De productieve periode van Regina kan worden opgedeeld in de volgende perioden met elk hun eigen type van aardewerk:
- 1898-1917: tabakspijpen
- 1917-1930: plateel met glimmende afwerking
- 1920-1930: plateel met matte afwerking
- 1932-1937: crisisaardewerk
- 1935-1979: Delfts aardewerk
- 1935-1950: bloemmotieven en voortzetting van oudere succesmotieven
- 1950-1970: moderne vormgevingen

Gedurende en na de Tweede Wereldoorlog heeft Regina geprobeerd serviezen te produceren. De ontwerpen van Floris Meydam zoals het mintgroene koffie-, thee- en eetservies zijn daarvan voorbeelden. De plateelfabriek was gevestigd aan de Oosthaven te Gouda.
Het Museum Gouda heeft een collectie Regina aardewerk, dat voorheen het bezit was van Museum De Moriaan in Gouda.

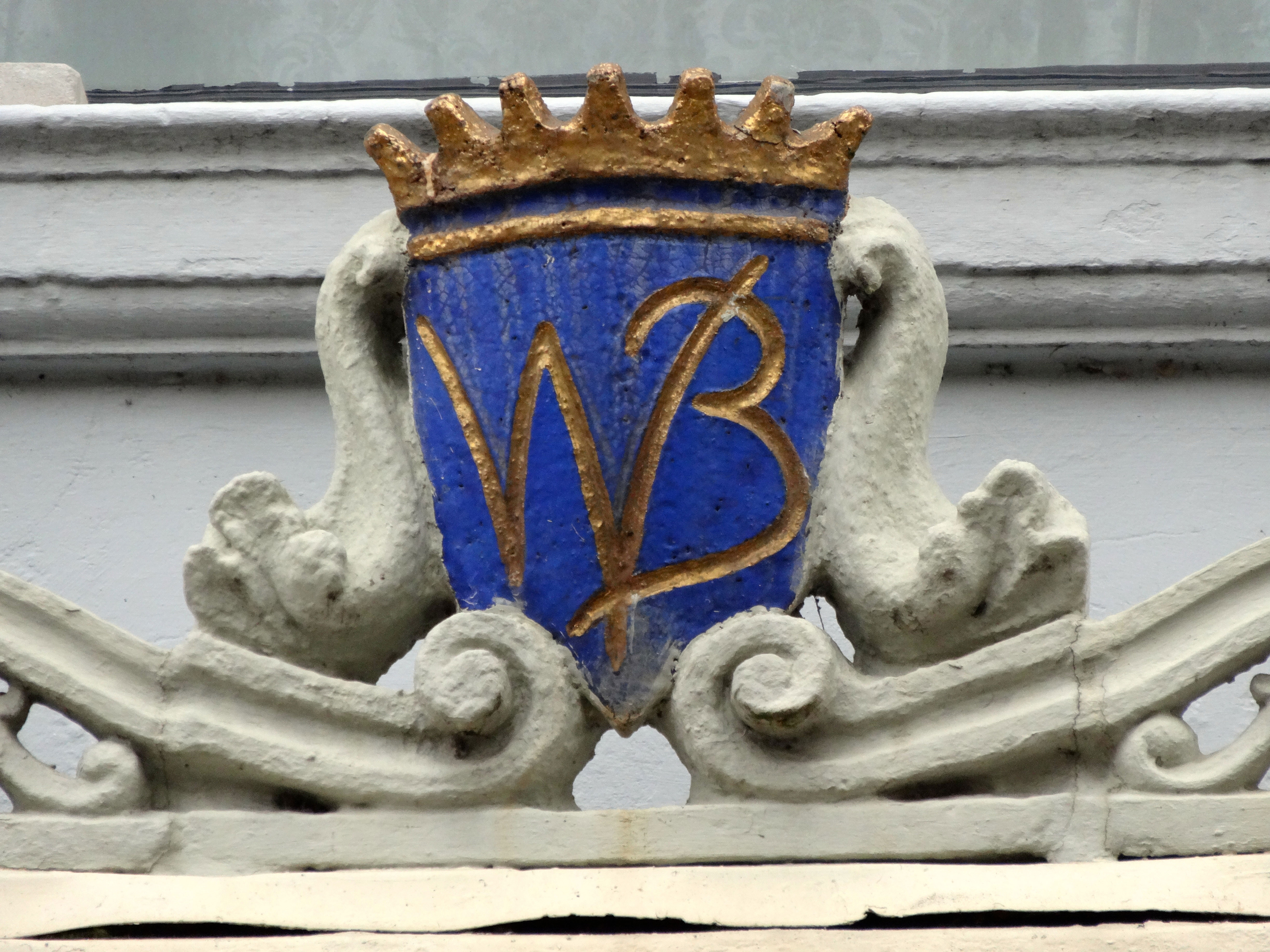
De initialen WB (Van der Want/Barras) op het pand aan de Oosthaven 37, waar Regina gevestigd was
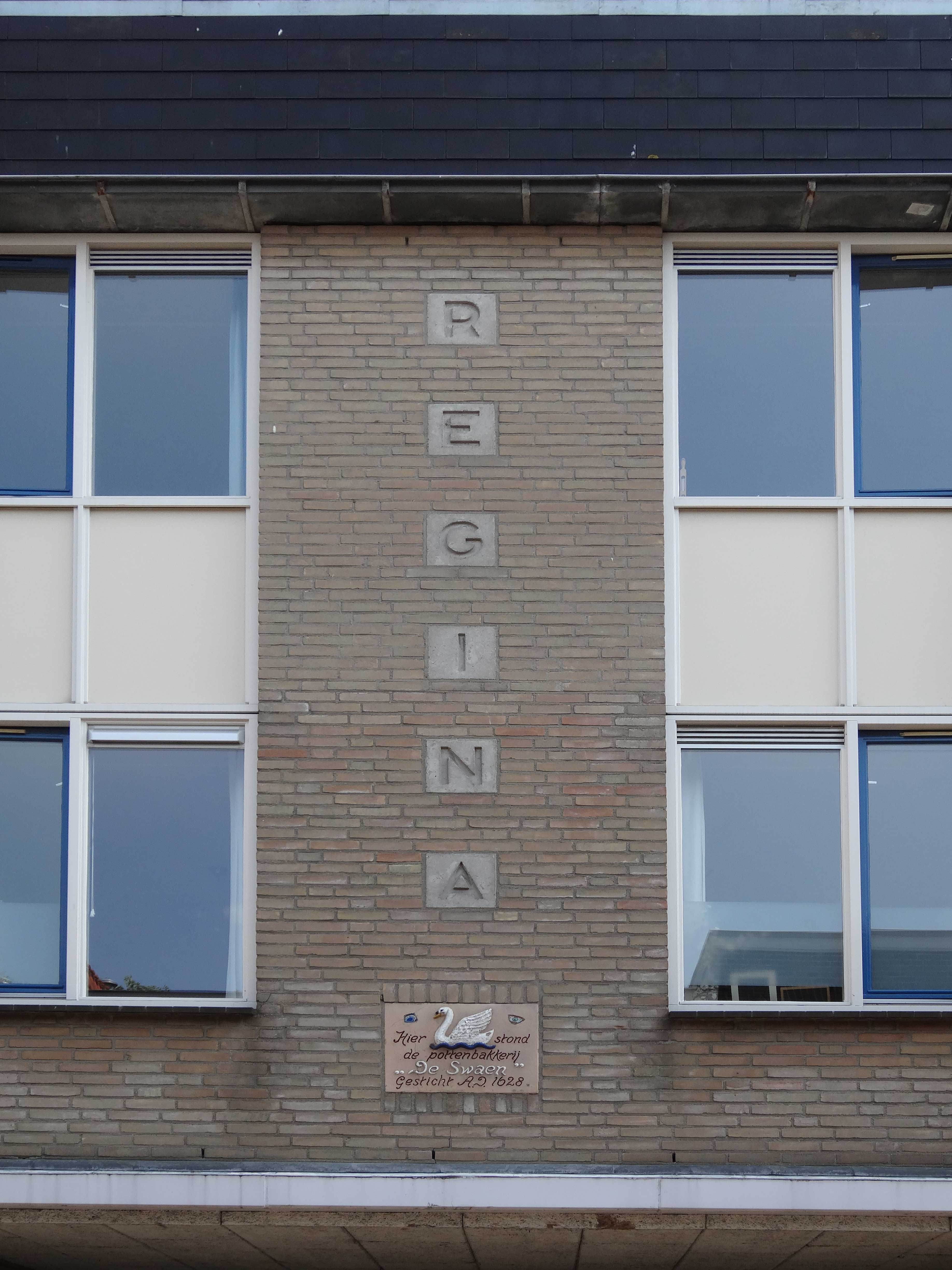
Gevelstenen op de plaats van "Regina" en "De Swaen"